# Julien Bertheau
Juan Berthau (19 de junio de 1910 – 28 de octubre de 1995) fue un actor y director teatral de nacionalidad francesa.

## Biografía
Nacido en Argel, Argelia, Bertheau fue uno de los actores preferidos de Luis Buñuel, colaborando con él en las películas Así es la aurora (1955), La Vía Láctea (1969), El discreto encanto de la burguesía (1972), El fantasma de la libertad (1974) y Ese oscuro objeto de deseo (1977). De todos los actores que han encarnado a Napoleón en el cine, se considera la mejor interpretación la que llevó a cabo Bertheau en 1962 bajo la dirección de Christian-Jaque. Otro de sus papeles célebres fue el de Monsieur Lucien en El amor en fuga (1978).
Sin embargo, antes de trabajar en el cine había centrado su carrera artística en el teatro. Entró en la Comédie-Française el 16 de noviembre de 1936 tras haber sido gerente del Teatro de la Porte Saint-Martin, haber estudiado con Charles Dullin en el Teatro de l'Atelier, y haber actuado en el Teatro de los Campos Elíseos y junto a Louis Jouvet. El 1 de enero de 1942 fue nombrado societaire de la Comédie-Française, e interpretó obras de Alfred de Musset, Marivaux y Eugène Labiche y trabajó en las representaciones más importantes llevadas a cabo en los años de la Segunda Guerra Mundial: Le Soulier de satin, La Reine morte, Les Fiancés du Havre, Les Mal-aimés, etc.
Pierre-Aimé Touchard le confió numerosas escenografías, tanto del repertorio clásico (El Cid, Ifigenia de Racine, Romeo y Julieta, Cuento de invierno…) como del moderno (La Peine capitale, Seis personajes en busca de autor…). Bertheau dejó la Comédie-Française tras 22 años en la institución, el 31 de diciembre de 1958.
Julien Bertheau falleció en Niza, Francia, en 1995. Su hijo, Alain Bertheau, fue también actor teatral.

## Comédie-Française

### Actor
- 1936 : Le Chandelier, de Alfred de Musset, escenografía de Gaston Baty
- 1937 : El misántropo, de Molière
- 1937 : Chatterton, de Alfred de Vigny
- 1937 : Le Dépit amoureux, de Molière
- 1937 : El enfermo imaginario, de Molière
- 1937 : Le Jeune Malade, de André Chénier
- 1937 : Tartufo, de Molière
- 1937 : Le Jeu de l'amour et du hasard, de Marivaux
- 1937 : Le Peintre exigeant, de Tristan Bernard
- 1937 : Madame Sans Gêne, de Victorien Sardou y Émile Moreau
- 1937 : À quoi rêvent les jeunes filles ?, de Alfred de Musset
- 1937 : Les Corbeaux, de Henry Becque
- 1937 : L’Impromptu de Versailles, de Molière
- 1937 : Le Simoun, de Henri-René Lenormand, escenografía de Gaston Baty
- 1937 : Le Vieil Homme, de Georges de Porto-Riche
- 1937 : Los enredos de Scapin, de Molière
- 1937 – 1942 : Británico, de Racine
- 1937 : Il ne faut jurer de rien, de Alfred de Musset
- 1937 : Les Fâcheux, de Molière
- 1937 : L'Épreuve, de Marivaux
- 1937 – 1945 : El avaro, de Molière
- 1937 : La Marche nuptiale, de Henry Bataille
- 1937 : Arlequin poli par l'amour, de Marivaux
- 1937 : Les Deux Pierrot, de Edmond Rostand
- 1937 : La escuela de las mujeres, de Molière
- 1938 : La Brouille, de Charles Vildrac
- 1938 : L’anglais tel qu’on le parle, de Tristan Bernard
- 1938 : La Robe rouge, de Eugène Brieux
- 1938 : Madame Sans Gêne, de Victorien Sardou y Émile Moreau
- 1938 : Hernani, de Victor Hugo
- 1938 : Les Fausses Confidences, de Marivaux, escenografía de Pierre Dux
- 1938 – 1956 : Le Veuf, de Louis Carrogis Carmontelle
- 1938 : Un ami de jeunesse, de Edmond Sée
- 1938 : La Navette, de Henry Becque
- 1938 : La Dispute, de Marivaux, escenografía de Jean Martinelli
- 1938 : L'Âge ingrat, de Jean Desbordes, escenografía de Julien Bertheau
- 1938 : Ruy Blas, de Victor Hugo, escenografía de Pierre Dux
- 1938 : Madame Sans Gêne, de Victorien Sardou y Émile Moreau
- 1938 : Ruy Blas, de Victor Hugo, escenografía de Pierre Dux
- 1938 : El enfermo imaginario, de Molière
- 1938 : Tricolore, de Pierre Lestringuez, escenografía de Louis Jouvet
- 1938 : La Surprise de l'amour, de Marivaux
- 1938 : Cyrano de Bergerac, de Edmond Rostand, escenografía de Pierre Dux
- 1939 : Les Trois Henry, de André Lang
- 1939 : L'Indiscret, de Edmond Sée
- 1939 : A souffert sous Ponce-Pilate, de Paul Raynal, escenografía de René Alexandre
- 1939 : L'Offrande, de Gaston Sorbets
- 1940 : La Nuit d'Octobre, de Alfred de Musset
- 1940 : Noche de reyes, de William Shakespeare, escenografía de Jacques Copeau
- 1941 : El médico a palos, de Molière
- 1941 : Lucrèce Borgia, de Victor Hugo
- 1941 : La Nuit de mai, de Alfred de Musset
- 1941 : Noé, de André Obey
- 1941 : André del Sarto, de Alfred de Musset, escenografía de Jean Debucourt
- 1941 : Les Précieuses ridicules, de Molière
- 1941 : Canción de cuna, de Gregorio Martínez Sierra
- 1941 : Fantasio, de Alfred de Musset, escenografía de Pierre Bertin
- 1941 : Madame Quinze, de Jean Sarment
- 1941 : Le Médecin volant, de Molière, escenografía de Fernand Ledoux
- 1942 : Hamlet, de William Shakespeare, escenografía de Charles Granval
- 1942 : Les Marrons du feu, de Alfred de Musset, escenografía de Jean Martinelli
- 1942 : Le Gendre de Monsieur Poirier, de Émile Augier y Jules Sandeau
- 1942 : La Reine morte, de Henry de Montherlant, escenografía de Pierre Dux
- 1943 : Boubouroche, de Georges Courteline
- 1943 : Gringoire, de Théodore de Banville
- 1943 : Le Soulier de satin, de Paul Claudel, escenografía de Jean-Louis Barrault
- 1944 : La Poudre aux yeux, de Eugène Labiche, escenografía de Jean Meyer
- 1944 : El enfermo imaginario, de Molière, escenografía de Jean Meyer
- 1944 : L’Impromptu de Versailles, de Molière, escenografía de Pierre Dux
- 1944 : Barberine, de Alfred de Musset, escenografía de Jean Meyer
- 1944 : Les Fiancés du Havre, de Armand Salacrou, escenografía de Pierre Dux
- 1945 : Le Légataire universel, de Jean-François Régnard, escenografía de Pierre Dux
- 1945 : Les Mal-aimés, de François Mauriac, escenografía de Jean-Louis Barrault
- 1945 : Antonio y Cleopatra, de William Shakespeare, escenografía de Jean-Louis Barrault
- 1945 : Antonio y Cleopatra, de William Shakespeare, escenografía de Jean-Louis Barrault
- 1945 :  Antonio y Cleopatra, de William Shakespeare, escenografía de Jean-Louis Barrault
- 1946 : Le Voyage de monsieur Perrichon, de Eugène Labiche y Martin, escenografía de Jean Meyer
- 1946 : Feu la mère de madame, de Georges Feydeau
- 1946 – 1954 : Británico, de Racine, escenografía de Julien Bertheau
- 1946 : Le Jeu de l'amour et du hasard, de Marivaux
- 1946 : Le Tourbillon, de Bernard Zimmer, escenografía de Jean Meyer, Teatro del Odéon
- 1947 : On ne badine pas avec l'amour, de Alfred de Musset
- 1947 : Británico, de Racine, escenografía de Julien Bertheau
- 1947 : Les Sourires inutiles, de Marcel Achard
- 1947 : La Brebis, de Edmond Sée
- 1947 – 1948 : Chatterton, de Alfred de Vigny
- 1948 : La Peine capitale, de Claude-André Puget, Teatro del Odéon
- 1948 : Horacio, de Pierre Corneille, escenografía de Jean Debucourt
- 1948 : La Peine capitale, de Claude-André Puget, Teatro del Odéon, escenografía de Julien Bertheau
- 1948 : Les Temps difficiles, de Édouard Bourdet, escenografía de Pierre Dux
- 1949 : Le Plaisir de rompre, de Jules Renard
- 1949 : La Reine morte, de Henry de Montherlant, escenografía de Pierre Dux
- 1949 : L'Homme de cendres, de André Obey, escenografía de Pierre Dux, Teatro del Odéon
- 1950 : El médico a palos, de Molière, El Cairo
- 1950 : La Double inconstance, de Marivaux, escenografía de Jacques Charon
- 1950 : L’Arlésienne, de Alphonse Daudet, escenografía de Julien Bertheau
- 1951 : Un voisin sait tout, de Gérard Bauer
- 1951 : Chacun sa vérité, de Luigi Pirandello, escenografía de Julien Bertheau a partir de Charles Dullin
- 1951 : Cuento de invierno, de William Shakespeare, escenografía de Julien Bertheau
- 1951 : L'Homme que j'ai tué, de Maurice Rostand, escenografía de Julien Bertheau
- 1951 : Antígona, de Sófocles
- 1951 : Donogoo, de Jules Romains, escenografía de Jean Meyer
- 1951 : Le Veau gras, de Bernard Zimmer, escenografía de Julien Bertheau
- 1952 : Edipo rey, de Sófocles, escenografía de Julien Bertheau
- 1952 : La Peine capitale, de Claude-André Puget, escenografía de Julien Bertheau
- 1952 : Romeo y Julieta, de William Shakespeare, escenografía de Julien Bertheau
- 1952 : Como gustéis, de William Shakespeare, escenografía de Jacques Charon
- 1952 : La Nuit d’octobre, de Alfred de Musset
- 1953 : Pasiphaé, de Henry de Montherlant, escenografía de Julien Bertheau
- 1953 : Une Fille pour du vent, de André Obey, escenografía de Julien Bertheau
- 1953 : Les Noces de deuil, de Philippe Hériat, escenografía de Julien Bertheau
- 1953 : Les Caprices de Marianne, de Alfred de Musset, escenografía de Julien Bertheau
- 1954 : Prometeo encadenado, de Esquilo, escenografía de Julien Bertheau, Festival de Lyon Charbonnières
- 1954 : La Paix chez soi, de Georges Courteline
- 1955 : Le Pavillon des enfants, de Jean Sarment, escenografía de Julien Bertheau
- 1957 : Le Mariage de Figaro, de Beaumarchais, escenografía de Jean Meyer
- 1957 : Polydora, de André Gillois

### Director
- 1943 : La Légende du Chevalier, de André de Peretti Della Roca
- 1945 : Le Pèlerin, de Charles Vildrac
- 1946 : Británico, de Racine
- 1947 : On ne badine pas avec l'amour, de Alfred de Musset
- 1948 : La Peine capitale, de Claude-André Puget
- 1950 : Cuento de invierno, de William Shakespeare
- 1950 : L'Arlésienne, de Alphonse Daudet
- 1951 : Chacun sa vérité, de Luigi Pirandello, escenografía a partir de Charles Dullin
- 1951 : L'Homme que j'ai tué, de Maurice Rostand
- 1951 : Le Veau gras, de Bernard Zimmer
- 1952 : Seis personajes en busca de autor, de Luigi Pirandello
- 1952 : Romeo y Julieta, de William Shakespeare
- 1952 : Edipo rey, de Sófocles
- 1952 : El Cid, de Pierre Corneille
- 1953 : Berenice, de Racine, Teatro des Célestins
- 1953 : Pasiphaé, de Henry de Montherlant
- 1953 : Une fille pour du vent, de André Obey
- 1953 : Les Noces de deuil, de Philippe Hériat
- 1954 : En attendant l'aurore, de Madame Simone
- 1954 : Fantasio, de Alfred de Musset
- 1955 : Le Pavillon des enfants, de Jean Sarment
- 1955 : L'Annonce faite à Marie, de Paul Claudel

## Fuera de la Comédie-Française

### Actor
- 1928 : Le Carnaval de l'amour, de Charles Méré, escenografía de Émile Couvelaine, Teatro de la Porte Saint-Martin
- 1930 : Patchouli, de Armand Salacrou, escenografía de Charles Dullin, Teatro de l'Atelier
- 1931 : Atlas-Hôtel, de Armand Salacrou, escenografía de Charles Dullin, Teatro de l'Atelier
- 1931 : La Prochaine ?, de André-Paul Antoine, Teatro Antoine
- 1934 : Les Races, de Ferdinand Bruckner, escenografía de Raymond Rouleau, Teatro de l'Œuvre
- 1934 : Un roi, deux dames et un valet, de François Porche, Teatro de los Campos Elíseos
- 1935 : Noix de coco, de Marcel Achard, escenografía de Raimu, Teatro de París
- 1935 : Les Retours imprévus, de Edmond Sée
- 1936 : La escuela de las mujeres, de Molière, escenografía de Louis Jouvet, Théâtre de l'Athénée
- 1948 : Jardin français, de Albert Husson, escenografía de Julien Bertheau, Teatro des Célestins
- 1959 : Tête d'or, de Paul Claudel, escenografía de Jean-Louis Barrault, Teatro del Odéon
- 1961 : Antígona, de Jean Anouilh, escenografía de André Barsacq, Viena
- 1961 : L'Impromptu des collines, de Albert Husson, escenografía de Julien Bertheau, Teatro du Tertre, Teatro des Célestins
- 1961 : Claude de Lyon, de Albert Husson, escenografía de Julien Bertheau, Teatro du Tertre, Teatro des Célestins
- 1963 : Le Neveu de Rameau, de Denis Diderot, escenografía de Jacques-Henri Duval, Teatro de l'Œuvre, Teatro de la Michodière
- 1966 : L'Idée fixe, de Paul Valéry, escenografía de Pierre Franck, Teatro de la Michodière
- 1969 : La Tour d'Einstein, de Christian Liger, escenografía con Pierre Fresnay, Teatro royal du Parc, Teatro de la Michodière
- 1970 : L'Idée fixe, de Paul Valéry, escenografía de Pierre Franck, Teatro de la Michodière
- 1971 : Mon Faust, de Paul Valéry, escenografía de Pierre Franck, Teatro de la Michodière
- 1975 : Othon, de Pierre Corneille, escenografía de Jean-Pierre Miquel, Teatro del Odéon
- 1975 : Les Secrets de la Comédie humaine, de Félicien Marceau, escenografía de Paul-Emile Deiber, Teatro du Palais Royal
- 1981 : Le Neveu de Rameau, de Denis Diderot, escenografía de Jacques-Henri Duval, Teatro del Odéon

### Director
- 1945 : Rouge et or, de Charles de Peyret-Chappuis, Teatro La Bruyère
- 1945 : Judith, de Charles de Peyret-Chappuis, Teatro Hébertot
- 1946 : La Putain respectueuse, de Jean-Paul Sartre, Teatro Antoine
- 1947 : La Parisienne, de Henry Becque, Teatro des Mathurins
- 1948 : Jardin français, de Albert Husson, Teatro des Célestins
- 1957 : Le Cœur volant, de Claude-André Puget, Teatro Antoine
- 1961 : Claude de Lyon, de Albert Husson, Teatro du Tertre
- 1961 : L'Impromptu des collines, de Albert Husson, Teatro du Tertre
- 1963 : Cinna, de Pierre Corneille, Teatro del Ambigu-Comique
- 1964 : Antonio y Cleopatra, de Shakespeare , Festival de Carthage
- 1968 : Les Mal aimés, de François Mauriac, escenografía de Julien Bertheau con Jacques Dumesnil, Teatro de Lille.
- 1971 : Dumas le magnifique, de Alain Decaux, Teatro du Palais Royal
- 1977 : Hamlet, de William Shakespeare, Teatro des Célestins

## Filmografía

### Cine
| - 1929 : Le Crime de Sylvestre Bonnard, de André Berthomieu - 1930 : La Petite Lise, de Jean Grémillon - 1932 : Barranco, Ltd, de André Berthomieu - 1935 : Pasteur, de Sacha Guitry - 1936 : La vie est à nous, de Jean Renoir, Jacques Becker, Jean-Paul Le Chanois y André Zwoboda - 1942 : La Symphonie fantastique, de Christian-Jaque - 1942 : Etoiles de demain, corto de René Guy-Grand - 1942 : Hommage à Georges Bizet, corto de Louis Cuny - 1942 : Carmen, de Christian-Jaque - 1943 : La Cavalcade des heures, de Yvan Noé - 1943 : Un seul amour, de Pierre Blanchar - 1943 : La Valse blanche, de Jean Stelli - 1945 : Patrie, de Louis Daquin - 1945 : Raboliot, de Jacques Daroy - 1946 : Comédie avant Molière, corto de Jean Tedesco - 1950 : Sérénade au bourreau, de Jean Stelli - 1950 : La montagne est verte, de Jean Lehérissey - 1953 : Bernard de Clairvaux, documental de Pierre Zimmer - 1953 : La Commune, documental de Robert Ménégoz - 1954 : Le Comte de Monte-Cristo, de Robert Vernay - 1954 : Émile Zola, de Jean Vidal - 1955 : Milord l'Arsouille, de André Haguet - 1956 : Así es la aurora, de Luis Buñuel - 1957 : L'Homme à l'imperméable, de Julien Duvivier - 1957 : La Roue, de André Haguet y Maurice Delbez | - 1958 : En cas de malheur, de Claude Autant-Lara - 1958 : Les Copains du dimanche, de Henri Aisner - 1958 : Les Grandes Familles, de Denys de la Patellière - 1958 : Vertiges, corto de J.K y Monique Raymond-Millet - 1960 : Le Gigolo, de Jacques Deray - 1961 : Vu du ciel, de Jacques Letellier - 1961 : Madame Sans-Gêne, de Christian-Jaque - 1962 : Un chien dans un jeu de quilles, de Fabien Collin - 1963 : Fernand Léger, corto de Tony Saytor y José Cordero - 1963 : Douce amère, corto de Alain Jacquier - 1963 : Le Chevalier de Maison Rouge, de Claude Barma - 1965 : Le Vrai Mystère de la passion, de Louis Dalmas - 1969 : La Vía Láctea, de Luis Buñuel - 1969 : Dieu a choisi Paris, documental de Gilbert Prouteau y Philippe Arthuys - 1972 : El discreto encanto de la burguesía, de Luis Buñuel - 1974 : L'Horloger de Saint-Paul, de Bertrand Tavernier - 1974 : Verdict, de André Cayatte - 1974 : El fantasma de la libertad, de Luis Buñuel - 1974 : Section spéciale, de Costa-Gavras - 1975 : Julie était belle, de Jacques-René Saurel - 1975 : Black out, de Philippe Mordacq - 1977 : Ese oscuro objeto del deseo, de Luis Buñuel - 1979 : El amor en fuga, de François Truffaut - 1986 : Conseil de famille, de Costa-Gavras |

### Televisión
- 1960 : La Caméra explore le temps, episodio Le Drame des poisons, de Stellio Lorenzi
- 1961 : Les Parents terribles, de Jean Cocteau, dirección de Jean-Paul Carrère
- 1963 : Le Chevalier de Maison-Rouge, de Claude Barma
- 1964 : Le Miroir à trois faces : Werther, emisión de Aimée Mortimer
- 1975 : Au théâtre ce soir : La Facture, de Françoise Dorin, escenografía de Jacques Charon, dirección de Pierre Sabbagh, Teatro Édouard VII